# 2. миленијум
2. миленијум је миленијум, односно период који је започео 1. јануара 1001. године (нове ере), а завршио 31. децембра 2000. године. У већини историјских периодизација обухвата развијени и касни средњи век, нови век и тзв. савремено доба.

## Преглед
За 2. миленијум су карактеристичне демографске, економске, политичке и културне промене које су по својој брзини и далекосежности надмашиле промене у ранијим периодима писане историје, а које су се по својој брзини посебно интензивирале пред сам крај периода, односно у 20. веку. Тај се феномен обично тумачи развојем технологије, пре свега у подручјима која се називају Западним светом.
У првим вековима је по својој развијености источном хемисфером доминирале исламска, индијска и кинеска цивилизација, да би криза европског друштва и цивилизације (делом изазвана епидемијом Црне смрти, а делом ефектима тзв. Малог леденог доба) потакла преиспитивање дотадашњег феудалног система и доминације римокатоличке цркве, односно почетак ренесансе и стварања зачетака капиталистичког система. Увођење научне методе је подстакло развој и ширење технологије, било транспортне, која је европским истраживачима, а касније државама омогућила да у Добу открића створе прве сталне везе са западном хемисфером и почну да колонизују, а проналазак штампарске машине је омогућио брже ширење нових идеја. Организована у супарничке државе на националном принципу, Европа је захваљујући индустријској револуцији стекла економску и војну предност над другим крајевима, која је нарушена тек захваљујући светским ратовима у 20. веку када је технологија такође први пут довела до могућности да се човечанство уништи у нуклеарном рату.
Становништво света се у првих седам векова 2. миленијума удвостручило (од 310 милиона 1000. до око 600 милиона 1700), да би се у следећа три века удесетостручило (6 милијарди 2000. године).
У другом миленију су се одиграла два велика рата у људској историји — Први светски рат, који је трајао од 1914. до 1918. године. У њему је учествовала већина великих светских сила, груписаних у два сукобљена савеза: Савезника (окупљених око Тројне Антанте) и Централних сила. Више од 70 милиона људи је било под оружјем, а од тога преко 60 милиона људи у Европи је било мобилисано у један од највећих ратова у историји. И Други светски рат је резултирао са између 80 и 85 милиона жртава, и био је по броју држава, односно људи који су у њему учествовали, те броју људских жртава и степену материјалног разарања, највећи оружани сукоб у историји човечанства.